# Instrukcja techniczna O-1
Instrukcja techniczna O-1 – standard techniczny w geodezji w Polsce obowiązujący na podstawie rozporządzenia Ministra Spraw Wewnętrznych i Administracji z dnia 24 marca 1999 (Dz.U. Nr 30, poz. 297), zbiór wytycznych dotyczących ogólnych zasad wykonywania prac geodezyjnych, wprowadzony zarządzeniem Prezesa Głównego Urzędu Geodezji i Kartogarfii z 9 lutego 1979 w sprawie wprowadzenia do stosowania instrukcji technicznej 0-1 "Ogólne zasady wykonywania prac geodezyjnych". Ostatnim wydaniem jest wydanie IV z 1988, opracowane przez Wojciecha Bychawskiego, Tadeusza Dąbrowskiego, Edwarda Jarosińskiego, Zbigniewa Łukawskiego, Wojciecha Markowskiego oraz Genowefę Pierścionek-Bielaniewicz zgodnie z zaleceniami technicznymi wydanymi przez Biuro Rozwoju Nauki i Techniki Głównego Urzędu Geodezji i Kartografii (konsultacja naukowa: Czesław Kamela). W związku z wprowadzeniem ustawy o infrastrukturze informacji przestrzennej z 4 marca 2010 roku, standardy techniczne jako przepisy wykonawcze zachowały moc do 8 czerwca 2012 roku.

## Zakres instrukcji
Przepisy instrukcji O-1 ustalają:
- podstawy jednolitości prac geodezyjnych,
- ogólne zasady stosowania przepisów technicznych,
- podział prac geodezyjnych,
- podział i klasyfikację osnów geodezyjnych poziomych i wysokościowych,
- ogólne zasady zakładania osnów geodezyjnych oraz stosowania układów lokalnych,
- dokładności pomiarów sytuacyjnych i wysokościowych - zasady wykonywania prac obliczeniowo-kontrolnych i obliczeniowych,
- ogólne zasady porządkowe

dla prac geodezyjnych wykonywanych w celu:
- określenia danych o kształcie i wymiarach Ziemi oraz przebiegu geoidy,
- zakładania osnów geodezyjnych,
- określania danych dotyczących topografii powierzchni ziemi, złóż mineralnych i wyrobisk górniczych,
- pomiarów sytuacyjnych i rzeźby terenu do sporządzania map wielkoskalowych,
- pomiarów uzbrojenia terenu w urządzenia nadziemne, naziemne i podziemne,
- zakładania i prowadzenia ewidencji gruntów,
- rozwiązywania geodezyjnych zagadnień projektowych i realizacyjnych w poszczególnych dziedzinach techniki i gospodarki narodowej,
- aktualizacji materiałów geodezyjno-kartograficznych.

## Ogólne zasady stosowania przepisów technicznych w geodezji
Prace geodezyjne o treści, dokładności i formie określonych przepisami technicznymi dla danego rodzaju prac są typowymi opracowaniami geodezyjnymi. Treść, dokładność i forma typowych prac geodezyjnych i kartograficznych jest określona przepisami technicznymi zawartymi w instrukcjach technicznych. Przepisy techniczne zawarte w instrukcjach, określające cechy opracowań końcowych są obligatoryjne dla danego rodzaju opracowań, a parametry techniczne etapów pośrednich prac geodezyjnych, warunkujące uzyskanie cech opracowań końcowych, powinny być podporządkowane przepisom właściwym dla danego rodzaju opracowań.
Instrukcje techniczne dzielą się na 3 grupy oznaczane symbolami:
- O – instrukcje regulujące obligatoryjnie sprawy ogólne
- G – instrukcje geodezyjne, które regulują wykonywanie pomiarów osnów geodezyjnych, pomiarów astronomicznych, grawimetrycznych i magnetycznych do celów geodezyjnych, pomiarów sytuacyjno-wysokościowych, pomiarów realizacyjnych i obsługi inwestycji, pomiarów i opracowań w zakresie ewidencji gruntów i budynków
- K – instrukcje kartograficzne regulujące opracowanie i reprodukcję mapy zasadniczej, map topograficznych do celów gospodarczych oraz map tematycznych

Na podstawie tej instrukcji straciło moc zarządzenie nr 4 Prezesa Głównego Urzędu Geodezji i Kartografii z 20 stycznia 1969 w sprawie wprowadzenia do stosowania instrukcji O-1 "Ogólne zasady techniczne i porządkowe".